# カポテッラ
カポテッラ（イタリア語: Capoterra）は、イタリア共和国サルデーニャ自治州カリャリ県にある、人口約23,000人の基礎自治体（コムーネ）。

## 地理

### 位置・広がり

#### 隣接コムーネ
隣接するコムーネは以下の通り。
- アッセーミニ
- カリャリ
- サッロク
- ウータ

## 行政

### 分離集落
カポテッラには、以下の分離集落（フラツィオーネ）がある。
- Frutti D'oro, La Maddalena, Macchiareddu (condivisa con i comuni di Assemini e Uta), Poggio dei Pini, Rio San Girolamo, Rio Santa Lucia, Su Spantu, Torre degli Ulivi, Residenza del Sole, Cooperative 100, Cooperativa 1000, Residenza del poggio, Lottizzazione Picciau